# Dorothée de Gaza
 (décembre 2022).
Pour les articles homonymes, voir Dorothée.
Dorothée de Gaza (Δωρόθεος τῆς Γάζης) ou Dorothée l'Archimandrite, né vers 500 et mort entre 565 et 580, est un saint de la région de Gaza et l'un des pères spirituels du désert palestinien. Moine, fondateur entre 540 et 543 d'un monastère et auteur, il est fêté le 13 août, pour l'Église de Jérusalem et l'Église de Grèce et aussi en Occident le 5 juin selon le calendrier grégorien, et le 5 juin pour l'Église orthodoxe russe selon le calendrier julien.

## Histoire et tradition
Dorothée de Gaza, natif d'Ascalon au sein d'une famille fortunée, et venu dans sa jeunesse à Gaza était disciple de Procope de Gaza qu'il accompagna pendant dix ans, puis il instruisit saint Dosithée de Gaza. Il refusa de devenir higoumène, mais d'autres moines se joignirent à lui au fil du temps, si bien qu'il devint abbé (abba) d'un monastère près de Gaza, jusqu'à sa mort. Il y écrivit ses sermons et ses lettres, notamment celles destinées à Jean de Gaza et Barsanuphe de Gaza. Ce sont aujourd'hui des classiques de la littérature ascétique[source détournée].

## Œuvres
Il a laissé :
- des Sermones de vita recte instituenda, trad. en français par l'abbé de Rancé, 1686. Nouvelle trad. Dionysii monachi de Vita sacerdotali recte instituenda liber, édit. In bibliopolio Heringiano, 121 p., (ASIN B001CB8VAW).
- des Lettres, en grec et en latin[6].

### Éditions et traductions
- CPG 7352-7360.
- Dorothée de Gaza, Œuvres spirituelles, éd. et trad. L. Regnault & J. de Préville (Paris, Cerf, 1963 / 2001, réimprime de la 1re éd. rev. et corr., 579 p.  (ISBN 978-2-2040-6915-1)), coll. « Sources Chrétiennes » no 92[7],[8].
- Dorothée de Gaza et Sr Pascale-Dominique Nau (Traduction), Les Instructions de Dorothée de Gaza, Independently published, 2021, 155 p. (ISBN 979-8-7412-7297-8).

### Études
- Nicolas Egender et Marie-Anne Vannier (Préface), Moines de Palestine : Portraits spirituels, Artège Éditions, 2016, 176 p. (ISBN 978-2-3604-0662-3).
- Emmanuel Faure, Dynamique de l'humilité : la vie spirituelle selon Dorothée de Gaza (thèse de doctorat), Fribourg, 2016, 280 p. (lire en ligne).
- Mélinée Le Priol, « Dorothée de Gaza, la spiritualité du cœur », sur La Croix, 18 mars 2017 (consulté le 9 septembre 2022).

## Sources et références
Cet article comprend des extraits du Dictionnaire Bouillet. Il est possible de supprimer cette indication, si le texte reflète le savoir actuel sur ce thème, si les sources sont citées, s'il satisfait aux exigences linguistiques actuelles et s'il ne contient pas de propos qui vont à l'encontre des règles de neutralité de Wikipédia.
1. ↑  Nominis : saint Dorothée de Gaza.
2. ↑  www.forum-orthodoxe.com : saints pour le 13 août du calendrier ecclésiastique.
3. ↑  Nominis : saint Dosithée.
4. ↑  Soit le 18 juin selon le calendrier civil.
5. ↑  Saint Abba Dorothée de Gaza. Les instructions.
6. ↑  Texte de Dorothée de Gaza
7. ↑  L. Regnault et J. de Préville. Dorothée de Gaza, œuvres spirituelles. Persée (portail).
8. ↑  SC 92 : Dorothée de Gaza Œuvres spirituelles, introduction, texte grec, traduction et notes par Lucien Regnault, o.s.b., et Jacques de Préville, o.s.b..